# QQ 음악
QQ 음악(중국어: QQ音乐) 또는 QQ 뮤직(QQ Music)은 텐센트와 스포티파이의 합작 투자사인 텐센트 뮤직이 소유한 3개의 중국 프리미엄 음악 스트리밍 서비스 중 하나이다. 2018년 기준으로 이 서비스는 약 1억 2천만 명의 가입자와 7억 명 이상의 사용자에게 도달할 것으로 예상된다.
이 서비스는 2016년 중국에서 각각 2위와 3위의 스트리밍 서비스인 KuGou와 KuWo의 소유주인 차이나 뮤직 코퍼레이션(China Music Corporation)과 합병되었다. 2018년까지 QQ 음악의 중국 본토 음악 플랫폼 시장 점유율은 75%로 증가했다.
스트리밍 외에도 이 서비스는 연례 QQ 뮤직 어워드를 통해 대중에게 자사 브랜드를 활용한다.